# Contea di Antrim
La contea di Antrim (in irlandese Aontroim) è una contea storica dell'isola di Irlanda.
Situata nella regione nordorientale dell'isola, è una delle sei ex contee dell'Ulster in Irlanda del Nord ed è sotto la sovranità del Regno Unito; non ha più valore amministrativo dal 1973, anno in cui l'Irlanda del Nord fu divisa in distretti; in particolare, la ex contea fu suddivisa nei distretti di Antrim, Ballymena, Ballymoney, Banbridge, Carrickfergus, Larne, Lisburn, Moyle, Newtonabbey e l'area metropolitana di Belfast.
Essa era anche l'unica contea nordirlandese a non confinare con la repubblica d'Irlanda.
A nord si affaccia sull'Oceano Atlantico e ad est sul canale del Nord.
A sud-est il confine è segnato dal Belfast Lough e dal fiume Lagan che la separa dalla contea di Down, a sud-ovest il Lough Neagh la separa dalle contee di Armagh e di Tyrone; infine ad ovest il fiume Bann fa da confine con la contea di Londonderry.

## Toponomastica e araldica civica
La parola Antrim deriva dal gaelico irlandese Antroim, nome originale di una delle cittadine principali della contea, Antrim appunto, e significa "cresta solitaria".
Lo stemma dell'Antrim è uno scudo color ambra con due castelli bianchi su campo verde, un leone rampante rosso e la mano rossa tipica dell'Ulster. I colori sportivi sono ambra e bianco.

## Geografia fisica

### Orografia e geologia

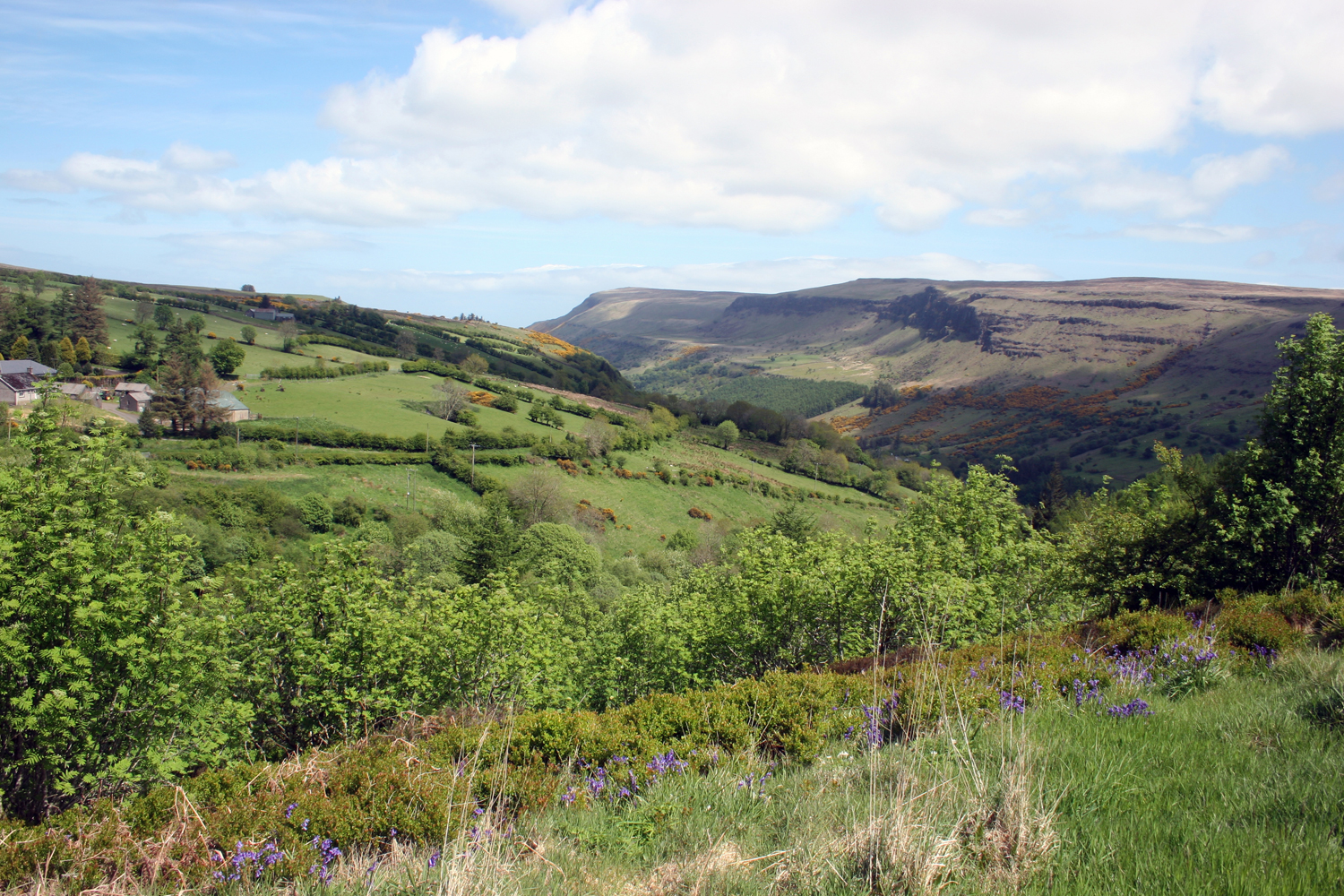
Glenariff: il più conosciuto dei Glens of Antrim

Larga parte della contea è collinosa, specialmente la parte orientale, dove si registrano le alture più consistenti, in ogni caso di poco conto. La catena principale percorre il territorio da nord a sud e, seguendo questa direzione, i punti più alti sono Knocklayd, Slieveanorra, Trostan, Slemish e Divis. L'ascesa nei territori è graduale, mentre sulle coste è netta, soprattutto nella zona occidentale.
Le vallate del Bann e del Lagan, insieme alle sponde del Lough Neagh, formano territori pianeggianti fertili. Il suolo presenta vari elementi, tra i quali spicca senz'altro per curiosità il basalto nella parte di costa occidentale.
Molto caratteristici sono i Glens of Antrim, nove profonde vallate scavate dall'erosione durante l'era glaciale che tagliano la zona orientale della contea, in maniera quasi parallela, dai territori interni fino alla costa.

### Costa e isole
La costa è senz'altro la parte geografica più interessante dell'Antrim ed offre, con la sua continua formazione di scogliere e baie, alcuni degli scenari più belli d'Irlanda.

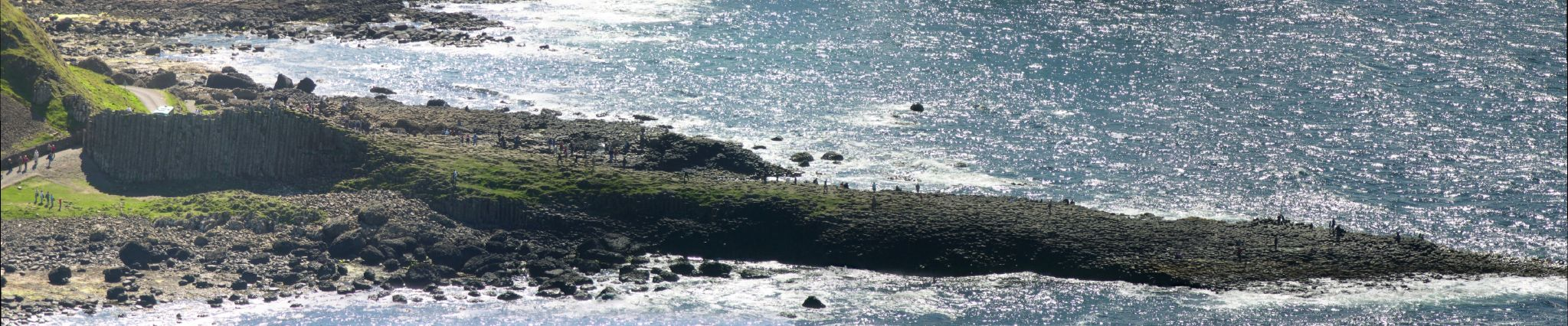
Giant's Causeway

Il tratto più famoso, interessante e rinomato senza dubbio quello formato dalle colonne basaltiche perpendicolari, lunghe diversi chilometri e conosciute nella parte più spettacolare come Giant's Causeway ("Selciato del Gigante"), entrate a far parte della lista Patrimoni dell'umanità dell'UNESCO e metà turistica gettonatissima. In questa zona di costa, formazioni basaltiche alte decine di metri, si affacciano sul mare per scenari incredibili, anche se la zona più particolare è quella vicina al mare dove le effusioni del particolare materiale geologico hanno formato una sorta di pavimento a lastroni esagonali.

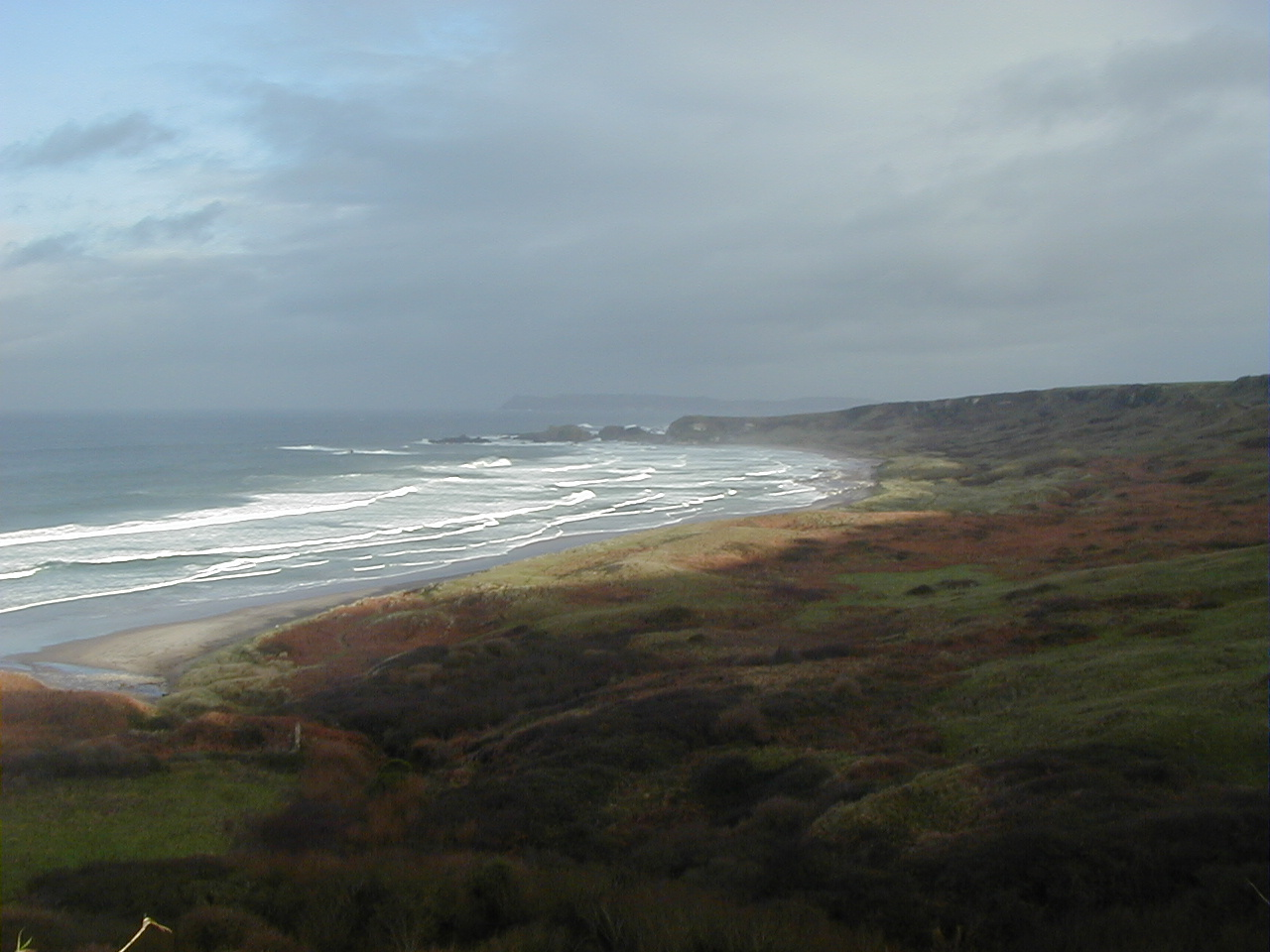
White Park Bay
In lontananza Fair Head

Anche Fair Head ("Capo Fair"), curioso promontorio che si inoltra nell'oceano e segna la parte più nord-orientale dell'isola irlandese, è formato da basalto, anche se non presenta le curiose formazioni rocciose del Selciato del Gigante; è tuttavia un'altra meta molto apprezzata dai turisti e, soprattutto, dagli scalatori.

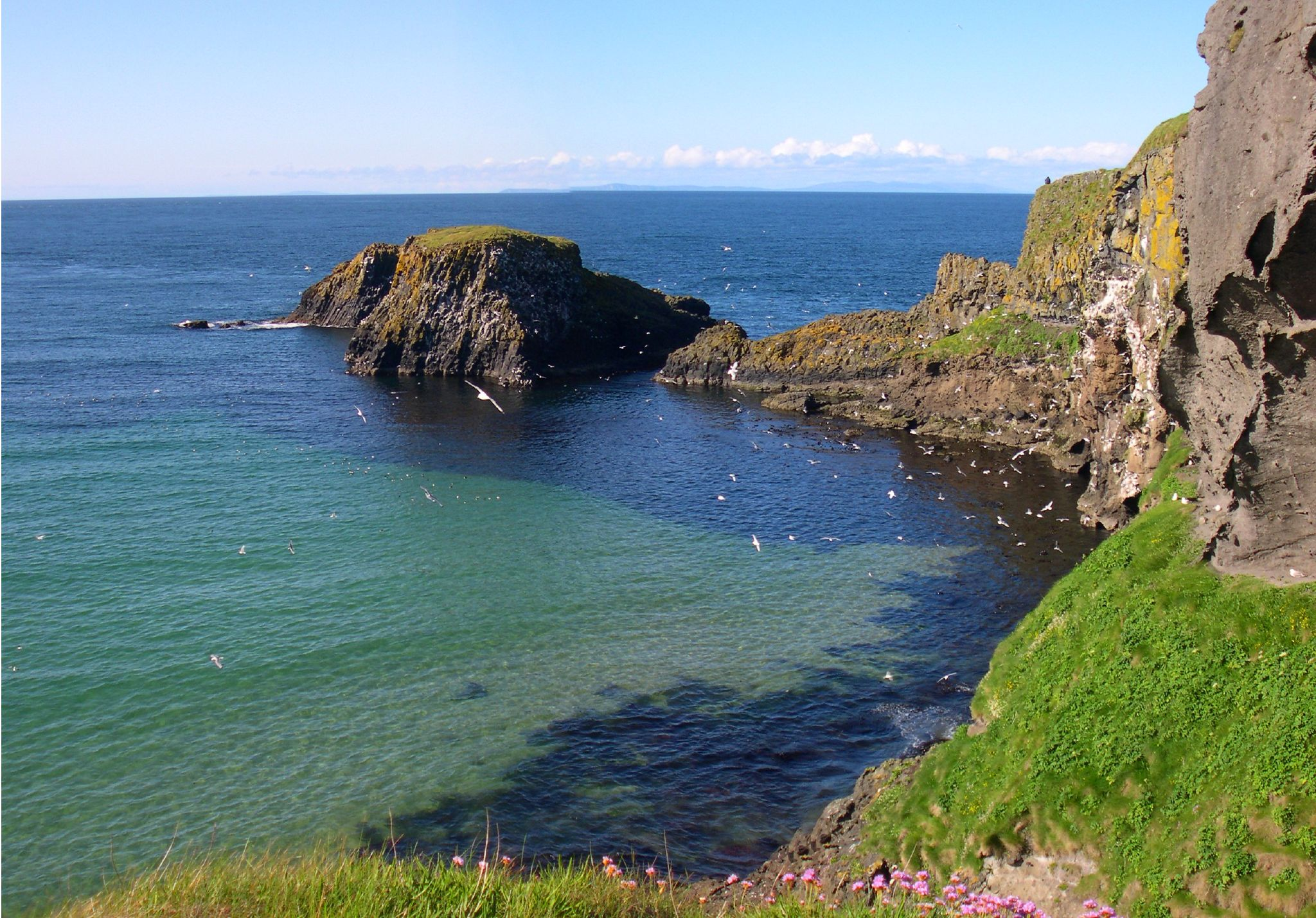
Carrick-a-Rede

Tra Fair Head e il Giant's Causeway, c'è invece un altro tratto di scogliera affascinante, Carrick-a-Rede, località divenuta famosa più che per la sua notevole bellezza paesaggistica, per il Rope Bridge ("ponte sospeso"), un ponticello di corde che collega un isolotto scoglieroso isolato nell'oceano alla suggestiva costa della terraferma, preso d'assalto dai visitatori che lo attraversano con gli occhi incollati al baratro.
Dopo Fair Head, quindi nella zona ad est, la costa è sempre innalzata rispetto al mare, ma in maniera meno drammatica, mentre le insenature si fanno più ampie e profonde. Molte sono, ovviamente le località costiere e i porti, come Portrush, Portballintrae e Ballycastle; ad est Cushendun, Cushendall e Milltown sulla Red Bay, Carnlough e Glenarm, Larne, e Whitehead sul Belfast Lough. A Magilligan c'è, invece, la spiaggia più ampia di tutta l'Irlanda.

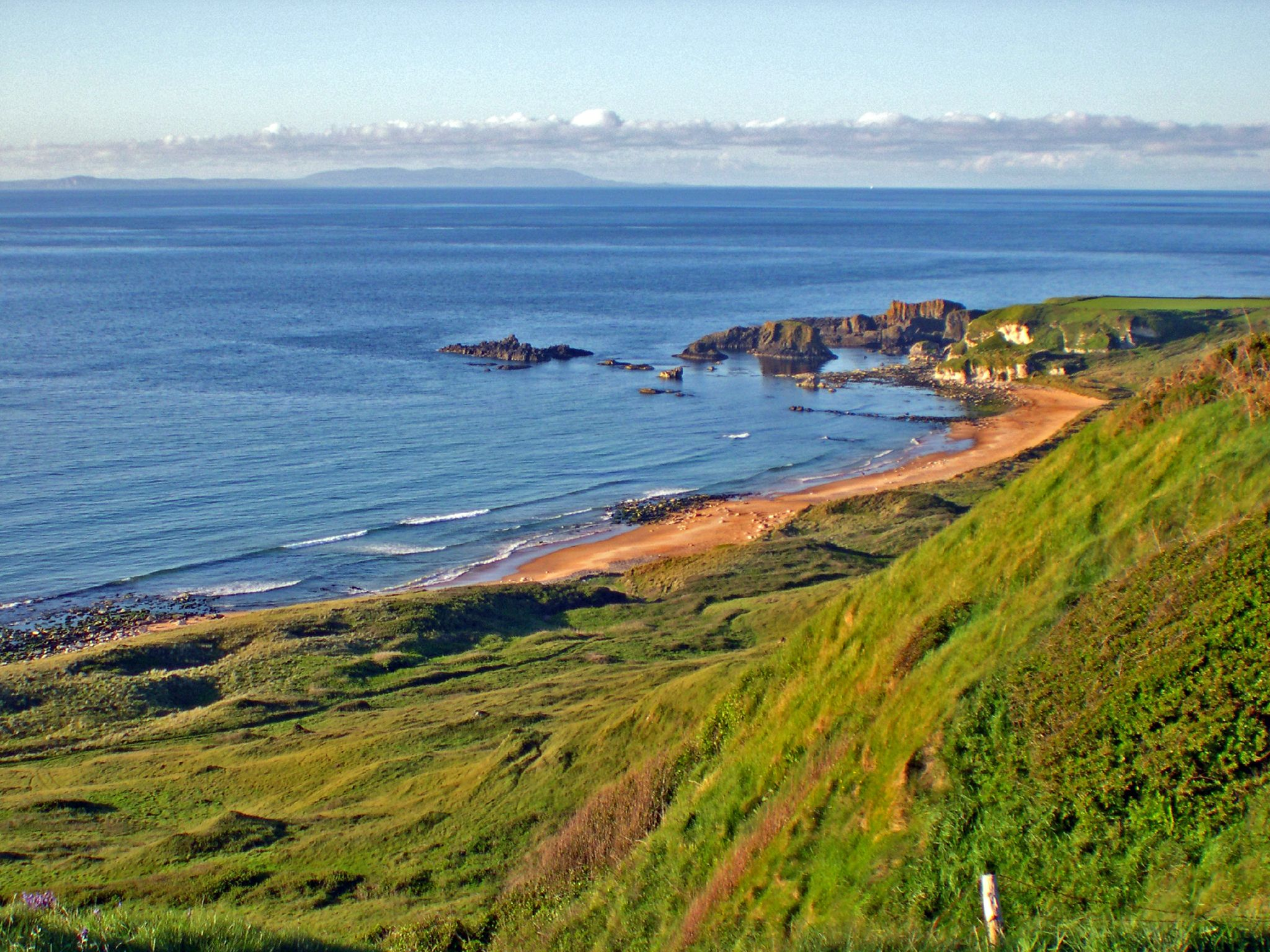
Rathlin Island
L'isola dal tratto di costa nei pressi di Ballintoy

L'unica isola rilevante, a parte qualche isolotto scoglieroso a pochi metri dalla terraferma, è Rathlin Island, al largo di Ballycastle, 11 km circa in lunghezza e neanche 3 in ampiezza, a poco più di 11 km dalla costa, formata da basalto e calcare come la costa che ha di fronte. Parzialmente arabile, ospita una piccola popolazione. Islandmagee, a differenza di quanto suggerisce il nome, è una penisola che separa il Larne Lough al Canale Irlandese.

### Idrografia
Gli unici fiumi di una certa rilevanza sono il Bann ed il Lagan che scorrono in fertili vallate. Il Lagan sfocia nel Belfast Lough mentre il fiume Bann drena il Lough Neagh che riceve l'acqua di numerosi ruscelli. Altri fiumi sono il Bush, il Dun e il Glenshesk.
Il Lough Neagh è una enorme massa d'acqua dolce, il più grande lago d'Irlanda e dell'intero arcipelago britannico, e le sue sponde nordorientali sono nell'Antrim.
Il Bann ed il Lough Neagh hanno una ricca fauna ittica importante sia commercialmente sia per la pesca sportiva. La piccola città di Toome è il centro principale della pesca, mentre il canale Lagan collega il Lough Neagh con il Belfast Lough.

### Clima
Il clima è molto temperato essendo la contea molto vicino al mare e sulle rive del Lough Neagh. Il Lago e il vicino mare lavorano sul territorio e lo rendono un luogo mite anche se nella media dell'Irlanda come clima.

## Storia

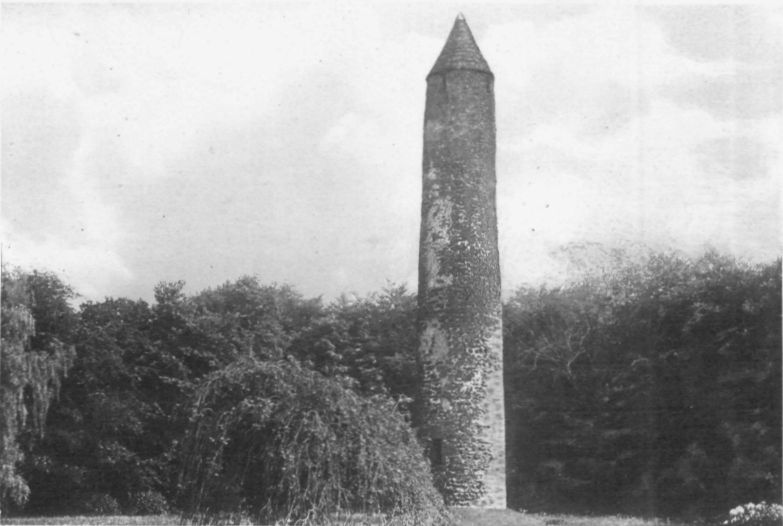
Torre circolare
Le testimonianze gaeliche sono del XIII secolo circa

Non si conosce bene la data dell'istituzione dell'Antrim, ma è noto che una suddivisione amministrativa recante lo stesso nome esisteva già da prima del regno di Edoardo II d'Inghilterra (primo XIV secolo), e quando l'Ulster fu preso da Sir John Perrot nel XVI secolo, Antrim e Down erano già suddivisioni esistenti, a differenza del resto della provincia. I primi abitanti conosciuti erano i Celti, infatti i centri abitati anteriori al XIII secolo hanno nomi di origine gaelica. L'Antrim subì le incursioni dei Danesi prima, e degli Scozzesi delle regioni settentrionali, che vi si insediarono anche permanentemente.
Islandmagee è stata scenario di un atroce atto di rappresaglia contro la popolazione cattolica durante la Ribellione irlandese del 1641 per il massacro dei Protestanti, condotta dall'armata scozzese stanziata a Carrickfergus.

## Monumenti e luoghi d'interesse

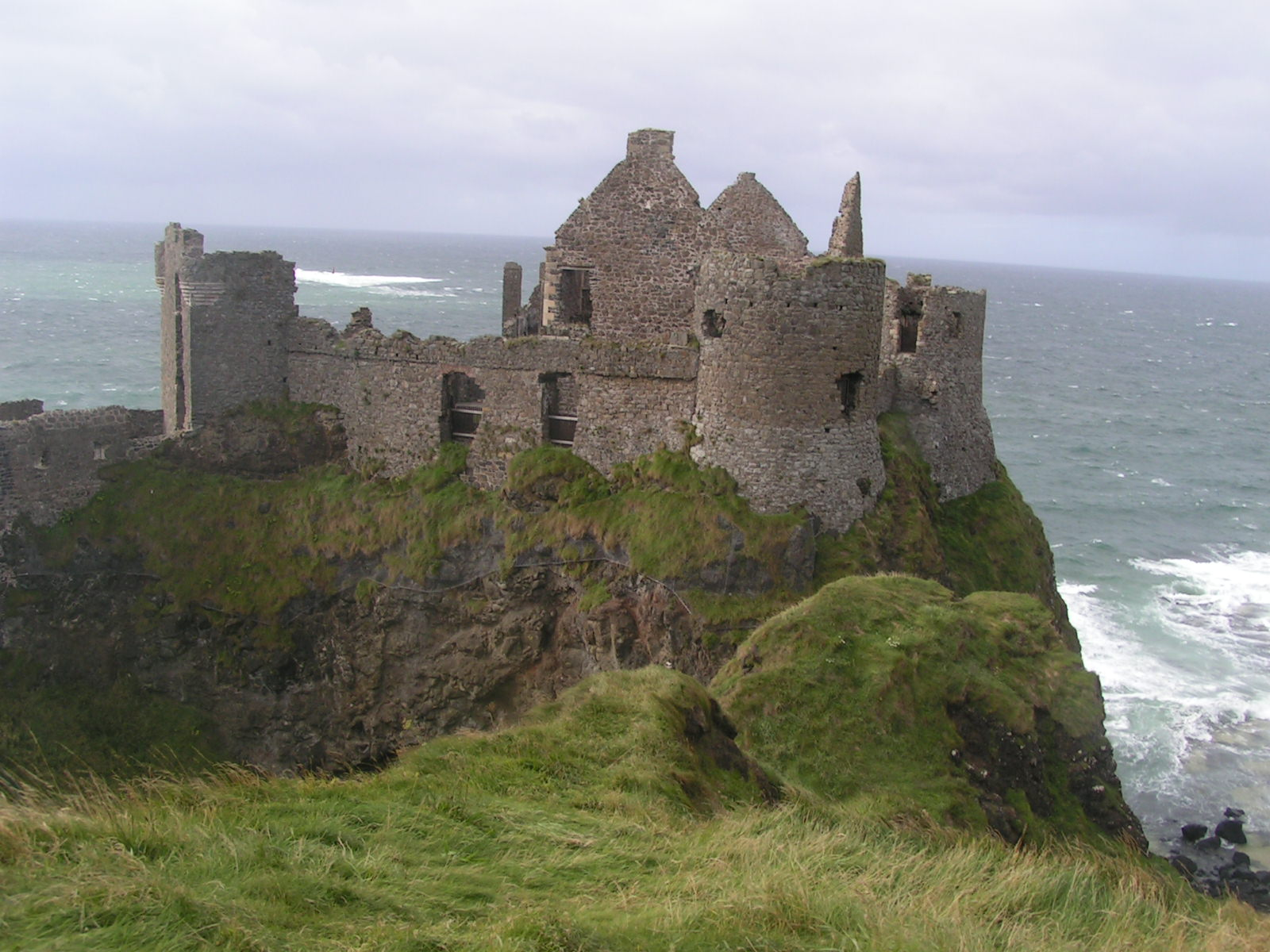
Castello di Dunluce

L'Antrim è senza dubbio la contea più caratteristica dell'Irlanda del Nord: i rinomati Glens of Antrim, di discreta fama, offrono paesaggi sperduti e selvaggi, mentre il Giant's Causeway, celebre in tutto il mondo, è uno scenario unico e un patrimonio dell'umanità protetto dall'UNESCO. Bushmills, inoltre, produce whiskey di altissima qualità, Portrush è un centro importante e ricco di vita, specialmente la sera. La maggior parte di Belfast, spartita con Down, giace nella contea.
- Giant's Causeway
- Lough Neagh
- Carrick-a-Rede
- Glens of Antrim
- Castello di Dunluce
- Castello di Carrickfergus
- Ballycastle
- Bushmills
- Fairy Head
- Rathlin

## Economia
Coltivazioni importanti sono ancora le patate e l'avena, mentre la coltivazione del lino ha perso di importanza. L'allevamento di mucche, pecore, maiali e pollame è in espansione.
Pochi boschi ricoprono ancora la contea, ma il rimboschimento interessa grandi appezzamenti ed inoltre l'impianto di frutteti ha avuto successo.
La lavorazione dei tessuti di lino è l'industria principale. Esistono diverse cartiere e distillerie di whiskey. La pesca di mare e quella al salmone hanno la loro importanza nell'economia locale.

## Geografia antropica

### Suddivisioni amministrative

#### Città
- Belfast

#### Cittadine
Insediamenti con una popolazione tra 18.000 e 75.000 secondo censimento 2001
- Antrim
- Ballymena
- Carrickfergus
- Larne
- Lisburn (ha status di city)
- Newtownabbey

#### Villaggi principali etown
Da 4.500 a 10.000 abitanti
- Ballycastle
- Ballyclare
- Ballymoney
- Greenisland
- Jordanstown
- Portrush
- Randalstown

#### Insediamenti minori
- Aghagallon
- Aghalee
- Ahoghill
- Aldergrove
- Armoy
- Ballintoy
- Ballycarry
- Ballyeaston
- Ballygalley
- Ballynure
- Boneybefore
- Broughshane
- Bushmills
- Cairncastle

- Cargan
- Carnalbanagh
- Carnlough
- Cloughmills
- Crumlin
- Cullybackey
- Cushendall
- Cushendun
- Dervock
- Doagh
- Dunloy
- Glenarm
- Glenavy
- Glynn

- Kells
- Kilbride
- Loughguile
- Mill Bay
- Moss-Side
- Newtown Crommelin
- Parkgate
- Portballintrae
- Portglenone
- Rasharkin
- Stranocum
- Templepatrick
- Toome
- Whitehead